# Pica (gènere)
Pica és un dels gèneres d'ocells de la família dels còrvids (Corvidae), que habita principalment a l'ample de la zona holàrtica. Totes les espècies són molt semblants, amb cues llargues i uns colors contrastats en blanc i negre. Tradicionalment s'han considerat pròximes als gèneres Urocissa, Cissa i Cyanopica però investigacions recents (Eriksson et al., 2005) fan pensar que estan més prop del gènere Corvus.
Als Països Catalans viu l'espècie més estesa, la garsa (Pica pica). El nom vulgar es fa extensiu a la resta d'espècies del gènere.

## Taxonomia
Totes les garses del gènere Pica són similars i presenten petites variacions en el plomatge. El gènere conté set espècies:
- Garsa eurasiàtica (Pica pica), és l'espècie de major distribució, és present en gran part del Paleàrtic, excepte els deserts i les tundres;
- Garsa d'Aràbia (Pica asirensis), endèmica del sud-oest d'Aràbia;
- Garsa de l'Himàlaia (Pica bottanensis), ocupa l'Himàlaia oriental i l'altiplà tibetà;
- Garsa becgroga (Pica nuttalli), que només viu a Califòrnia;
- Garsa del Magrib (Pica mauritanica), es troba al nord-oest d'Àfrica;
- Garsa nord-americana (Pica hudsonia), que habita al nord-est de Nord-amèrica;
- Garsa oriental (Pica serica), es troba a l'est de l'Àsia.

Se coneix una espècie fòssil d'aquest gènere, Pica mourerae, que s'ha trobat en estrats corresponents al límit entre el Pliocè i el Plistocè de Mallorca.